# Бетюн (округ)
Округ Бетюн (фр. Arrondissement de Béthune) — округ у Франції, в департаменті Па-де-Кале. 2023 року округ об'єднував 104 муніципалітети, населення становило 292 846 осіб.
Адміністративний центр (супрефектура) — Бетюн.

## Муніципалітети
Список муніципалітетів округу та їхні коди INSEE:
1. Аїкур (62400)
2. Аллуань (62023)
3. Ам-ан-Артуа (62407)
4. Ам (62028)
5. Аметт (62029)
6. Аннзен (62035)
7. Аннкен (62034)
8. Бажу (62077)
9. Барлен (62083)
10. Беврі (62126)
11. Бежен (62120)
12. Бетюн (62119)
13. Бії-Беркло (62132)
14. Блессі (62141)
15. Брюе-ла-Бюїсьєр (62178)
16. Бурек (62162)
17. Бюн (62190)
18. Бюрбюр (62188)
19. Ванден-ле-Бетюн (62841)
20. Веркен (62848)
21. Веркіньєль (62847)
22. Вермель (62846)
23. Вестреем (62885)
24. В'єй-Шапель (62851)
25. Віттернесс (62900)
26. Вйолен (62863)
27. Водрикур (62836)
28. Гоне (62377)
29. Гоннеем (62376)
30. Гошен-ле-Галь (62366)
31. Гюарбек (62391)
32. Дівіон (62270)
33. Друвен-ле-Маре (62278)
34. Дуврен (62276)
35. Дьєваль (62269)
36. Екедек (62286)
37. Ен (62401)
38. Енж (62454)
39. Ермен (62441)
40. Ерсен-Купіньї (62443)
41. Есдіньєль-ле-Бетюн (62445)
42. Ессар (62310)
43. Естре-Бланш (62313)
44. Естре-Коші (62314)
45. Живанші-ле-ла-Бассе (62373)
46. Ісберг (62473)
47. Калонн-Рикуар (62194)
48. Калонн-сюр-ла-Ліс (62195)
49. Камблен-Шатлен (62197)
50. Камбрен (62200)
51. Керн (62676)
52. Кокур (62218)
53. Коші-а-ла-Тур (62217)
54. Кюенші (62262)
55. Ла-Комте (62232)
56. Ла-Кутюр (62252)
57. Лабеврієр (62479)
58. Лабурс (62480)
59. Лаванті (62491)
60. Ламбр (62486)
61. Лапюнюа (62489)
62. Ленгем (62517)
63. Леспесс (62500)
64. Лестрем (62502)
65. Ліє (62516)
66. Ліньї-лез-Ер (62512)
67. Лозенгем (62532)
68. Локон (62520)
69. Лоржі (62529)
70. Льєр (62508)
71. Льєттр (62509)
72. Мазенгем (62564)
73. Марль-ле-Мін (62555)
74. Меній-ле-Рюїц (62540)
75. Мон-Бернаншон (62584)
76. Не-ле-Мін (62617)
77. Нев-Шапель (62606)
78. Норран-Фонт (62620)
79. Нуаєль-ле-Вермель (62626)
80. Обленгем (62632)
81. Ошель (62048)
82. Оші-ле-Мін (62051)
83. Оші-о-Буа (62049)
84. Ребрев-Раншикур (62693)
85. Релі (62701)
86. Ришбур (62706)
87. Робек (62713)
88. Ромблі (62720)
89. Рюїц (62727)
90. Саї-Лабурс (62735)
91. Саї-сюр-ла-Ліс (62736)
92. Сен-Венан (62770)
93. Сен-Ілер-Котт (62750)
94. Сен-Флорі (62747)
95. Уден (62457)
96. Уртон (62642)
97. Ушен (62456)
98. Ферфе (62328)
99. Фестюбер (62330)
100. Флербе (62338)
101. Френікур-ле-Дольман (62356)
102. Фукерей (62349)
103. Фук'єр-ле-Бетюн (62350)
104. Шок (62224)